# Словачка књижевност
Словачки литература је литература Словачке.

## Историја

### Средњи век
Први споменици књижевности са територије која је обухваћена данашњом Словачком су из доба Велике Моравске (од 863. до почетка 10. века). Аутори из овог периода су Свети Ћирило, Свети Методије и Климент Охридски. Дела из овог периода, углавном писана о хришћанским темама, укључују: песму Проглас као предговор за четири Јеванђеља, делимичне преводе Библије на старословенски, Закон судниј људем итд.
Средњовековни период обухвата распон од 11. до 15. века. Књижевност у овом периоду писана је на латинском, чешком и словачко-чешком. Лирска поезија (молитве, песме) још увек је била под утицајем Цркве, док се епска поезија концентрисала на легенде. Међу ауторе из овог периода спадају Јанош Туроци, аутор Ххронике Хунгарорум, и Маурус. Такође се појавила световна литература и у том периоду су писане хронике.

### 1500-1650
Књижевност националног карактера први пут се појавила у 16. веку, много касније него остале националне књижевности. Латински језик доминира као писани језик у 16. веку. Поред црквених тема, развиле су се и античке теме, повезане са древном Грчком и Римом.
Прва словачка штампана књига била је Књига заклетве (1561) Вашека Залеског. Рана словачка ренесансна љубавна песма је анонимни еп Силади и Хадмази (1560), смештена у време турских продора у средњу Европу.
Јурај Трановски се понекад назива оцем словачке химнодије - издао је неколико збирки химни, прва је латинска Odarum Sacrarum sive Hymnorum Libri III 1629, али његова најважнија и најпознатија била је Cithara Sanctorum (Лира светаца), написана на чешком која се појавила 1636. у Љевочи. Она је представљала основу чешке и словачке лутеранске химнодије до данашњих дана. У време оскудице словачке књижевности, словачке химне Трановског представљале су извор за подизање националне свести.

### 1650-1780
Са разликом између верске и световне књижевности која је почела да се развија у ренесансном периоду, верски сукоби у Словачкој током барока довели су до јасне поделе између сакралне и световне књижевности.
Данијел Синапијус-Хорчичка писао је латинске песме и школске драме, верску прозу, пословице и одабрану словачку духовну поезију. Његова проза приказује националну свест, хвалећи словачки језик и критикујући недостатак патриотизма међу Словацима.
Хуголин Гавлович је аутор верских, моралних и образовних дела на савременом западно-словачком народном језику и био је истакнути представник барокне књижевности у Словачкој. Његово најпознатије дело је Valašská škola, mravúv stodola, дело од 17.862 стиха, као и бројни песнички куплети-маргиналије.

### 1780-1840
Словачки класицизам био је део већег европског неокласицистичког покрета просветитељства. Успон национализма након Француске револуције довео је до националног препорода у књижевности. До средине деветнаестог века словачки језик је углавном писан у чешком облику, са различитим степенима учешћа словачког језика. Антон Бернолакова Gramatica Slavika користила је западно-словачки дијалект као стандардну писану форму, прелазни корак ка модерном књижевном словачком, али на крају је претрпела неуспех. И поред тога, значајна дела су објављена користећи Бернолакове стандарде, почев од  Dúverná zmlúva medzi mňíchom a ďáblom (Интимни уговор између монаха и ђавола) Јураја Фандлија из 1879. године. Лутерански Словаци попут Аугустина Долежала, Јураја Палковича и Павела Јозефа Шафарика преферирали су заједнички чешко-словачки идентитет и језик.
Прве мађарске новине Magyar Hirmondó објављене су у Пресбургу (Братислава) 1780. године, а затим је уследио 1783. године први словачки лист, краткотрајни периодични часопис, Prešpurské Noviny, 1783. године.
Јозеф Игнац Бајза најпознатији је по роману René mláďenca príhodi a skúsenosťi (оригинални савремени правопис: René mládenca príhody a skúsenosti - 1784), који је био први роман написан на словачком језику.
Пансловенско јединство служило је као образац многим песмама овог периода. Јан Коларова збирка од 150 песама, Slávy Dcera, велича панславистичке идеале у три певања названа по рекама Зале, Лаба и Дунав. Епска песма Јана Холија Svätopluk, објављена 1833. године, наводи се као најзначајнији текст тог периода.

### 1840-1871
Људовит Штур је био вођа словачког националног препорода у 19. веку, аутор словачког језичког стандарда који је на крају довео до савременог словачког књижевног језика. За основу књижевног језика изабран је централни словачки дијалект. Штуров кодификациони рад нису одобрили Јан Колар и Чеси, сматрајући то чином словачког повлачења из идеје заједничке чешко-словачке нације и слабљења солидарности. Али већина словачких научника, укључујући и католике (који су до тада користили Бернолакову кодификацију), поздравила је идеју кодификације. 1844. написао је Nárečja slovenskuo alebo potreba písaňja v tomto nárečí („Словачки дијалект или потреба за писањем на овом дијалекту“). 1853. године у Пресбургу је објављена једина компилација његове поезије,  Spevy a piesne („Певања и песме“).
Јанко Краљ је био један од првих песника који је почео да пише на савременом словачком језичком стандарду, свеже кодификованом (1843) од стране Људовита Штура и његових сарадника.
Прва дела драмског писца Јана Халупке била су на чешком, али после 1848. године почео је да пише на словачком и преводио је чешке оригинале на словачки.

### 1872-1917
Павол Орсаг Хвијездослав писао је своје младалачке песме само на мађарском језику до 1860-их. 1871. је учествовао у припреми алманаха Напред ("Напред") који означава почетак нове књижевне генерације у Словачкој литератури. Увео је силабичко-тонски стих у словачку поезију и постао водећи представник словачког књижевног реализма. Његов стил карактерише широка употреба самокованих речи и израза што отежава превођење његових дела на стране језике.
Мартин Кукучин био је најзначајнији представник словачког књижевног реализма и сматра се једним од оснивача модерне словачке прозе.

### 1918-1945
Као резултат распада Аустроугарске империје и накнадног успостављања Чехословачке, социо-лингвистички притисци мађаризације су нестали. Током међуратног периода првенство поезије уступило је место прози. Дело Мила Урбана из 1927. Živý bič (Живи бич) и роман Јозефа Цигер-Хронског из 1933. Jozef Mak усредсређивали су се на село и промене природе.
Током бурних година Словачке Републике и поновно Чехословачке, два одвојена књижевна покрета су доминирала - лирска проза Хронског, Франтишека Швантнера, Доброслав Хробака, Лудоа Ондрејова и Маргите Фигули и Словачки надреалисти (Штефан Зари, Рудолф Фабрија, Павел Бунчак и други).